# Otto Abs

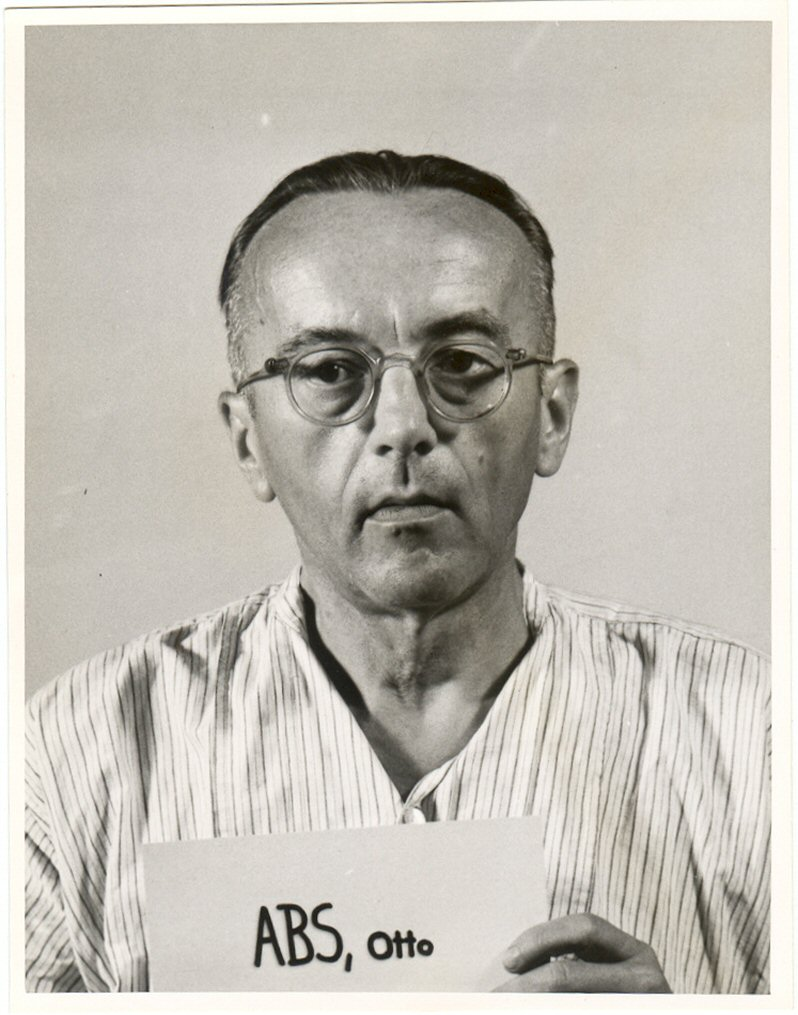
Otto Abs als Zeuge bei den Nürnberger Prozessen.

Otto August Hans Abs (* 30. November 1891 in Stettin; † 10. Mai 1966) war ein deutscher Mediziner.

## Leben und Wirken
Abs war ein Sohn des Oberbahnassistenten August Abs. In seiner Jugend besuchte er die Stadtschule in Bergen auf Rügen sowie die Mittelschule und das humanistischen Gymnasium in Greifswald, wo er zu Ostern 1911 die Reifeprüfung ablegte. Anschließend studierte er Medizin an der Universität Greifswald. Dort bestand er im Juli 1913 die ärztliche Vorprüfung. Es folgten zwei klinische Semester.
Ab 1914 nahm Abs am Ersten Weltkrieg teil, in dem er in Frankreich, Polen, den Karpathen, in der Bukowina, in Siebenbürgen, Rumänien und Italien als Feldunterarzt zum Einsatz kam. Im November 1918 wurde er zur Fortsetzung seines Studiums nach Greifswald kommandiert. Im Juli 1919 bestand er das medizinische Staatsexamen mit dem Prädikat „sehr gut“ und erhielt gleich darauf unter Anrechnung seines Kriegsdienstes seine Approbation als Arzt. 1920 promovierte er mit einer von Erich Peiper betreuten Arbeit über Ein Fall von Erythema infectiosum und die Beziehungen dieser Krankheit zum Erythema exudativum multiforme Hebra an der Medizinischen Fakultät der Greifswalder Universität zum Dr. med. (Doktorwürde in der Medizin, Chirurgie und Geburtshilfe).
Von September 1919 bis Juni 1921 arbeitete Abs als Assistent am Krankenhaus Nordend in Berlin-Niederschönhausen. Von Juni 1921 bis Oktober 1926 war er als Arzt auf einer Kohlengrube in Barentsburg auf Spitzbergen tätig, wo er reichhaltige Erfahrungen auf dem Gebiet der Polarmedizin sammelte. 1927 vertiefte er seine Ausbildung an der Sozialhygienischen Akademie in Charlottenburg, wo er sich in die Bereiche Psychiatrie und Lungentuberkulose einarbeitete. Von Oktober 1927 bis Februar 1937 arbeitete er als Stadtarzt in Essen.
Abs trat zum 1. Mai 1933 in die NSDAP ein (Mitgliedsnummer 2.914.835), in der er das Amt eines kommissarischen Kreisleiters übernahm. Außerdem wurde er als Sturmführer (?) im Sanitätsdienst Mitglied der Schutzstaffel (SS-Nr. 106.080). Zum 9. November 1938 wurde er zum SS-Obersturmführer befördert. Im Sicherheitsdienst der SS (SD) wurde er Leiter und Zuträger einer SD-Außenstelle.
1937 wurde Abs zum Amtsarzt und Leiter des Gesundheitsamtes der Stadt Mülheim an der Ruhr berufen. In dieser Stellung wurde er 1937 zum Medizinalrat und 1938 zum Obermedizinalrat befördert. Ebenfalls 1937 wurde er als Kreisobmann Mitglied im NS-Ärztebund (NSDÄB). 1941 wurde er zum Beigeordneten der Stadt Mülheim gewählt.
Während des Zweiten Weltkriegs übernahm Abs 1943 die Funktion eines Oberfeldführers und Gaukatastrophenbeauftragten. Außerdem gehörte er dem Reichsverteidigungskommissariat in Essen an.
Bei Kriegsende wurde Abs von der US-Armee verhaftet. In der Folge wurde er im Rahmen der Nürnberger Prozesse als Zeuge vernommen.
Am 24. November 1949 wurde Abs vom Entnazifizierungsausschuss in Duisburg in die Kategorie III eingestuft und verfügt, dass er mit der Pension eines Stadtarztes (nicht eines Beigeordneten) in den Ruhestand zu versetzen sei. Außerdem wurde angeordnet, dass es ihm zu verbieten sei, eine leitende oder Aufsicht führende Stellung zu bekleiden. Zur Begründung wurde angeführt, dass er ein überzeugter Aktivist gewesen sei, der eine große Zahl von Ämtern auf sich vereint habe und der bei der Bevölkerung wie auch bei der Ärzteschaft gefürchtet gewesen sei. Als Leiter des SD sei er zudem für die Verhaftung des Beigeordneten Tommes verantwortlich gewesen. Umgekehrt wurde ihm jedoch zugutegehalten, dass er „seine Tätigkeit streng korrekt und nach rein medizinischen Gesichtspunkten geführt [habe], unbekümmert darum, ob Parteistellen mit den Anordnungen des Antragstellers einverstanden waren oder nicht.“
Ungeachtet seines Berufsverbotes (oder nach einer Aufhebung?) war Abs von 1951 bis 1952 beim Kreisgesundheitsamt in Rendsburg tätig.
Neben seiner ärztlichen Tätigkeit betätigte sich Otto Abs von den 1920er Jahren bis zu seinem Tod als wissenschaftlicher Mitarbeiter in der Deutschen Gesellschaft für Polarforschung. Als einziger damaliger deutscher Spezialist für Polarmedizin nahm er an zahlreichen Tagungen teil, außerdem veröffentlichte er zahlreiche Aufsätze und einige Monographien zu Themen dieses Bereiches.

## Schriften
- Ein Fall von Erythema infectiosum und die Beziehungen dieser Krankheit zum Erythema exudativum multiforme Hebra, Greifswald 1920. (Dissertation)
- Untersuchungen über die Ernährung der Bewohner von Barentsburg, Svalbard, 1929 (Digitalisat).
- Über Epidemien von unspezifischen Katarrhen der Luftwege auf Svalbard, 1930 (Digitalisat).
- Die Eskimoernährung und ihre gesundheitlichen Auswirkungen, 1959.